# 美容家
美容家（びようか、英: beautician, cosmetologist）は、美容師の中でも高度な美容技術の実績がある美容師のことである。美容所で施術したり、スキンケアや化粧の指導をしたり、ヘアスタイルやメイクアップの提案をする美容の専門家。

## 美容行為
「美容師でなければ、美容を業としてはならない。」（美容師法第六条　無免許営業の禁止）が、「この業とは反復継続の意思をもって行うことで、有料・無料は問わない」（美容師法、昭和32年法律第163号）。「美容を業とする」には美容師免許が必要であり、指導的な立場の美容師が「美容家」という肩書を使ってきた。
美容行為は化粧、スキンケア、フェイシャルエステティック、ヘアスタイリング、サロンメイク、メイクアップ講習等の方法により、容姿を美しくする美容師の業務で、厚生労働省の管轄である。
無免許の「自称・美容家」によるヘアメイク、化粧、スキンケア、フェイシャルエステティック、サロンメイク、メイク講師、メイクボランティア、「看護師」による高齢者への化粧、「元美容部員」による美容業は違法である。保健所が無許可の美容所ではない場所や派遣場所での美容行為も違法である。地域の保健所（保健センター）が所管であり、違法行為には行政指導や罰金30万円等が発生する。

## 法令 美容師法
美容師法（昭和32年法律第163号）「美容師は「美容を業とする者」をいい、美容師法に基づき厚生労働大臣の免許を得なければならない。美容師の免許を持たないものは美容を業として行うことはできない。なお、業とは反復継続の意思をもって行うことで、有料・無料は問わない。」

### 美容師免許
日本において美容師免許は国家資格であり、業務独占資格とされている。厚生労働大臣の免許を受けた美容師でなければ、美容を業としてはならない（美容師法第6条）。そして、美容師になるためには美容師国家試験に合格する必要がある。試験受験には、都道府県知事の指定した美容師養成施設において厚生労働省令で定める期間の教育を受ける必要がある。
ヘアスタイル、メイクアップ、スキンケアなどの指導も、「美容を業」としており、美容師免許がなければ行うことができない。

### 無免許の通報
地域の保健所（保健センター）が所管である。
無免許のヘアメイクやメイクアップアーティスト、スキンケア、フェイシャルエステティック、メイク講師、メイクアップボランティアは違法であり、人の顔や髪に触れることができない。また、美容所ではない場所での美容業は行えない。保健所が認可していない美容所や美容師は違法であり、通報窓口は地域管轄の保健所である。違法行為には行政指導や罰金等が発生する。
美容師免許を持たない「自称・美容家」や「ヘアメイクアーティスト」と称する者が、あたかも「美容のプロ」のように装い、ホームページやSNS、YouTubeで集客し、自宅やレンタルスペース等の美容所として無認可の場所で、ヘアメイクサービスやメイク教室を開いて人の顔にメイクするのも違法行為である。看護師が患者にメイクしたり、ブライダル関係の着付師が無免許でメイクを施したりするのも美容師法違反である。
化粧品メーカーの販売員である美容部員は、販売に必要な化粧品使用法や使用感を説明する範囲の仕事であり、メイクを施すのは本来は違法である。しかも、その美容部員が化粧品会社を退職した後は、美容師免許の不所持で美容業を行うことはできない。美容部員は美容業のキャリアにはならず、国家資格の要件をみたすことはない。　

### 美容師免許の有無の判別
- 美容所として保健所に認可されるには美容師免許が必要である。美容師や美容所は、美容師法で管理されているため、その美容サロンが美容所として認可されているかは地域の保健所に電話で問い合わせることができる。
- 美容師免許を有していれば、美容師（ヘアメイク）本人が免許取得者であることや卒業した美容師養成施設名を公言したり経歴に明記している。
- 無免許の場合、美容師免許所持と書いていない。また、美容師養成施設名やサロンの経歴などの基本的な履歴を明記していないにもかかわらず、無免許であることのカモフラージュのために、他人である有名人の名前をプロフィールに使ってヘアメイクを手掛けたと信用させようとしていることがある。何万人のメイクをしたとか、化粧品を1万個試した等と大袈裟に書いたり、掲載された雑誌やメディアの名称等の2次的な事柄を用いて、基本的な美容師養成施設の学歴もないのに、別の事柄で誇大宣伝するなどの営業を試みている傾向がある。
- 学歴不問で誰でも簡単にすぐに取得できる美容系民間資格ぐらいしか履歴書記載事項がないのに、自称「美容家」「美容研究家」などの肩書を名乗っている。民間資格では美容の仕事はできない。

### 背景と問題
- 「美容を業とする」には、美容師養成施設を卒業し、美容師国家試験に合格して、美容師国家資格が必要である。2000年代から、美容業界の知識を持たないが、手っ取り早く美容を職業にしたい者が、メディアに露出して宣伝している無免許の美容家を真似して「美容家」と名乗り始めた。正統な美容の学歴もなく、経費もかからず短期間で簡単に取得できる資格ビジネスに便乗して民間資格を取得し「美容家」を肩書にしている。インターネット環境の発達により、住所や本名を明かさなくても、SNSやYouTubeから気軽に発信しネット上で集客できるため、美容師免許を持たない無知な主婦などが「美容家」の肩書を名乗り、都合のよい収入源になっている。
- プチ整形を重ね、自撮り写真を画像技術により最大限に加工して美人風に演出できるため、容姿の面で美魔女枠から漏れたインフルエンサーや自称モデルらにとっての、「美容家=美人」のようなイメージによる自己満足にも繋がっている。
- 美容師無免許の「美容家」が増えたことにより、化粧品成分による皮膚トラブルや、無免許のアイリストが施術したまつ毛パーマやまつ毛エクステンションの健康被害の苦情が全国の消費生活センターに寄せられている[7]。

## 日本の美容家
- 遠藤波津子（初代）
- マリールイズ
- 千葉益子
- 小口みち子
- 芝山兼太郎
- 芝山みよか
- 山野千枝子
- 山野愛子
- メイ牛山 (初代)
- 牛山喜久子
- メイ牛山
- 早見一十一
- 真野房子
- 山中豊子
- マヤ片岡
- 植村秀
- たかの友梨
- IKKO